# Korona duńska

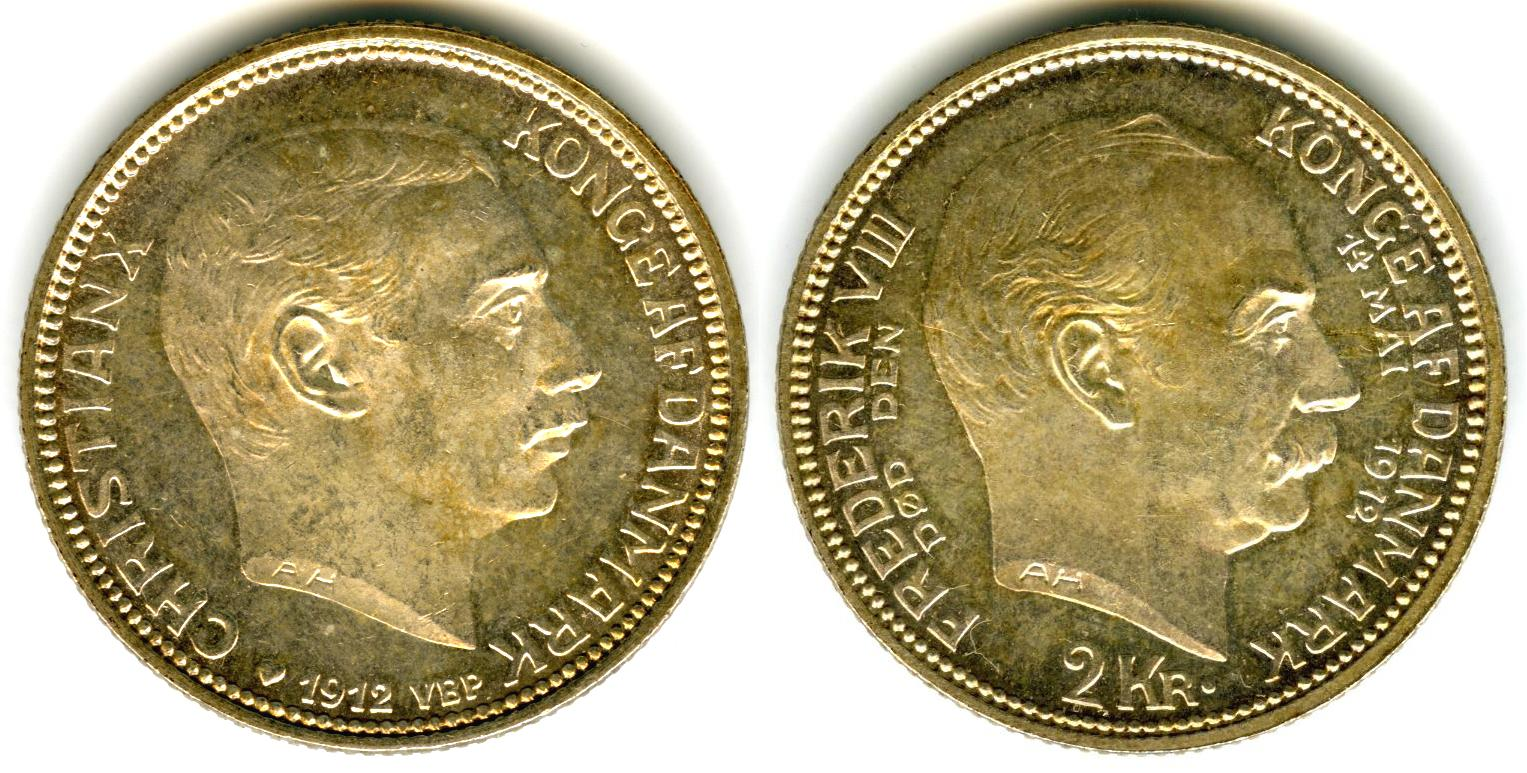
Moneta 2-koronowa z 1912 roku z okazji wstąpienia na tron duński Chrystiana X

Korona duńska – jednostka monetarna w Danii oraz terytoriach zależnych Danii: Wyspach Owczych i Grenlandii.
W języku duńskim korona nazywa się krone (liczba mnoga: kroner). 1 krone dzieli się na 100 øre (w l. mn. i poj.). Międzynarodowy kod (→ISO 4217) waluty duńskiej to DKK. Monety występują w nominałach 1, 2, 5, 10, 20 koron i 50 øre. Z dniem 1 października 2008 roku została wycofana moneta 25 øre (możliwa wymiana w bankach do dnia 1 października 2011 roku). Banknoty 50, 100, 200, 500 i 1000 koron.
Korona jako środek płatniczy została wprowadzona w Danii w 1873 roku jako wynik stworzenia Skandynawskiej Unii Monetarnej. Do Unii oprócz Danii należały Szwecja i Norwegia. Unia rozpadła się po I wojnie światowej, jednak państwa skandynawskie postanowiły zachować nazwę waluty – dlatego jednostka monetarna w Szwecji i Norwegii również nazywa się koroną.
Dania jest państwem Unii Europejskiej zwolnionym na mocy traktatu z Maastricht z obowiązku wprowadzenia u siebie waluty euro. W 2000 roku odbyło się dodatkowo referendum, w którym 53,2% społeczeństwa duńskiego odrzuciło pomysł wprowadzenia euro. Rząd Andersa Fogh Rasmussena zapowiadał kolejne referendum w tej sprawie w 2004, jednak do tego nie doszło.

## Historia
W 1584 wprowadzono do obiegu na terenie Danii kilka złotych monet, w tym engelota, dukata, rosenobela oraz największą z nich – portugała. Wtedy właśnie po raz pierwszy wybita została ze złota korona. Zawierała wtedy 2,73 grama czystego złota i w przeliczeniu na srebrne pieniądze wyceniana była na 1 i 1/4 duńskiego talara lub 5 duńskich marek.
W 1618 po raz pierwszy spróbowano oprzeć system duński (dotychczas oparty na marce) o złotą i srebrną koronę (corona danica). W złocie wybito monety o nominale 2, 1 i 1/2 korony, natomiast w srebrze – 1, 1/2, 1/4, 1/8 i 1/16 korony. Moneta ćwierćkoronowa zwana była ortskrone. Obok tego bito jeszcze monety o nominale 4, 2, 1 i 1/2 szylinga oraz witeny. Korona złota w dalszym ciągu zawierała 2,73 grama czystego złota, natomiast korona srebrna ważyła 37,82 grama i zawierała 32,5 grama czystego srebra. Jej wartość określono na 1 i 1/2 talara lewkowego (løvedaler).
Pierwszy w dziejach system walutowy Danii oparty na koronie przedstawiał się następująco (zawartość srebra podano w gramach):
| Moneta      | 1 talar | 1/2 korony | 1/4 korony | 1/8 korony | 1/16 korony | Szyling  | Szóstak   | Witen   | Srebro |
| ----------- | ------- | ---------- | ---------- | ---------- | ----------- | -------- | --------- | ------- | ------ |
| 1 korona    | 1 i 1/2 | 2          | 4          | 8          | 16          | 128      | 256       | 384     | 32,5   |
| talar       |         | 1 i 1/3    | 2 i 2/3    | 5 i 1/3    | 10 i 1/3    | 85 i 1/3 | 170 i 2/3 | 256     | 22,75  |
| 1/2 korony  |         |            | 2          | 4          | 8           | 64       | 128       | 192     | 16,25  |
| 1/4 korony  |         |            |            | 2          | 4           | 32       | 64        | 96      | 8,12   |
| 1/8 korony  |         |            |            |            | 2           | 16       | 32        | 48      | 4,06   |
| 1/16 korony |         |            |            |            |             | 8        | 16        | 24      | 2,03   |
| szyling     |         |            |            |            |             |          | 2         | 3       | 0,25   |
| szóstak     |         |            |            |            |             |          |           | 1 i 1/2 | 0,13   |
| witen       |         |            |            |            |             |          |           |         | 0,08   |

W 1619 system został zmieniony. Talara lewkowego zastąpił większy od niego rigsdaler in specie, który zawierał 25,88 grama srebra. Sam talar lewkowy pod nazwą sleddaler stał się jednostką obrachunkową równą 4 marki. Korony złota i srebrna zachowały zawartość kruszcu (miały wartość 1 i 1/2 rigsdalera in specie), ale zamiast monet 1/8 i 1/16 korony wybito 1/12, 1/24, 1/48 i 1/96 korony. Moneta o nominale 1/96 korony zwana była kronskilling (co można przetłumaczyć jako szyling koronowy) i była nieco większa od będącego wciąż w obiegu starego szylinga zwanego dalerskilling, stanowiącego 1/128 korony. Także wciąż wybijano blaferty i witeny.
Ten skomplikowany system nie przetrwał długo i już w 1625 roku doszło do jego zmiany. Zmniejszono zawartość srebra w srebrnej koronie do 14,964 grama, upodabniając ją do poprzedniej srebrnej półkorony. Odtąd złota korona była równa dwóm srebrnym koronom lub 1 i 1/3 talara (rigsdaler in specie). Ponadto srebrna korona równa była 4 markom lub 64 szylingom (kronskilling). Ponieważ srebrna korona w przybliżeniu równa była 2/3 niemieckiego reichstalera, odpowiadała wtedy srebrnemu guldenowi niemieckiemu lub 3 ortom polskim.
Utworzony w 1625 system w skrócie prezentował się następująco:
| Moneta              | Rigsdaler in specie | Korona srebrna | Marka | Kronskilling |
| ------------------- | ------------------- | -------------- | ----- | ------------ |
| Korona złota        | 1 i 1/3             | 2              | 8     | 128          |
| Rigsdaler in specie |                     | 1 i 1/2        | 6     | 96           |
| Korona srebrna      |                     |                | 4     | 64           |
| Marka               |                     |                |       | 16           |

Ustalony w 1625 system, w którym główną rolę odgrywał talar duński (rigsdaler), a nie korona, utrzymał się, mimo okresowych zmian, do 1813. W okresie tym dochodziło do licznych inflacji, szczególnie związanych z pieniądzem papierowym. Największe z nich, w końcu XVII wieku i w wieku XVIII, wywołane były przez kryzys gospodarczy spowodowany spadkiem cen zboża i bydła oraz wojnami ze Szwecją.
Po zniszczeniach związanych z wojnami napoleońskimi doszło do bankructwa skarbu duńskiego. Konieczne było w miejsce starego pieniądza wprowadzić nowy, czego dokonano w ordynacji z 1813 roku. Ponieważ nowy system oparto na rigsbankdalerze, korona była coraz rzadziej bita i jako główna waluta pojawiła się w Danii ponownie dopiero z chwilą utworzenia Skandynawskiej Unii Monetarnej w 1873.
W 1873 Dania i Szwecja, które utworzyły Unię Monetarną, zrezygnowały z systemu bimetalicznego, opartego na monetach złotych i srebrnych i powołały wspólną koronę skandynawską. Nowa moneta była w pełni oparta na złocie – przyjęto, że z 1 kg czystego złota będzie się wybijać 2480 koron o próbie 900‰. Oznaczało to, że nowa korona zawierać będzie 0,403226 grama czystego złota. Nowa korona dzieliła się w Danii na 100 øre. Ze złota wybito monety o nominale 10 i 20 koron. Monety jedno- i dwukoronowe bito ze srebra. Jednokoronówka ważyła 7,5 grama i zawierała 6 gramów czystego srebra. Stosunek ceny srebra do ceny złota wyniósł 1:14,88.
Nowa korona miała wartość 1/15 frederiksdora lub około 2/3 rigsdalera i odpowiadała wartością koronie z 1818. Dawny szyling był równy 1 i 1/2 nowego øre.
Relacja XIX-wiecznych walut do nowej korony duńskiej przedstawiała się następująco:
| Moneta             | Korona |
| ------------------ | ------ |
| funt szterling     | 18,16  |
| dolar              | 3,7315 |
| rubel (z 1899)     | 1,92   |
| gulden holenderski | 1,4999 |
| marka niemiecka    | 0,889  |
| korona austriacka  | 0,756  |
| frank francuski    | 0,720  |

Po I wojnie światowej system walutowy Unii uległ zaburzeniu. Kryzys gospodarczy z lat 1929–1934 (wielki kryzys) doprowadził w końcu do sytuacji, że państwa członkowskie Unii odeszły od poprzednio ustalonych parytetów złota i związały swoje systemy walutowe z kursem funta szterlinga, i to na niejednakowym poziomie. Pogorszyła się w związku z tym jakość duńskiego bilonu: monety srebrne (10 i 25 øre) zaczęto od 1920 wybijać z niklu, a monety 1, 2 i 5 øre od 1918 wybijano przejściowo z żelaza w miejsce monet z brązu. Po powrocie do brązu w latach 20. i 30. XX w., monety wybijane z gorszych metali pojawiły się ponownie podczas II wojny światowej, kiedy to cały bilon duński wybijano z aluminium (2 i 5 øre od 1941) i cynku (1, 2, 5, 10 i 25 øre od 1941/42). Proces ten kontynuowano do 1947, a w przypadku drobnych monet 1 i 2 øre aż do 1972. 5 øre z cynku zostało zastąpione monetą z brązu w 1965.

### Parytet korony duńskiej w złocie
W poniższej tabeli przedstawione zostało pokrycie korony duńskiej w gramach czystego złota.
| Rok  | Złoto    | %     |
| ---- | -------- | ----- |
| 1873 | 0,403226 | 100,0 |
| 1914 | 0,403226 | 100,0 |
| 1937 | 0,197922 | 49,1  |
| 1939 | 0,185914 | 46,1  |
| 1946 | 0,185178 | 45,9  |
| 1949 | 0,128660 | 31,9  |
| 1967 | 0,118489 | 29,4  |
| 1971 | 0,117265 | 29,1  |
| 1973 | 0,117265 | 29,1  |
| 1988 | 0,010000 | 2,5   |

## Emisje banknotów w walucie koronowej
Narodowy Bank Duński (Danmarks Nationalbank) wydał następujące serie banknotów w walucie koronowej:
Seria zapoczątkowana w 1875 r.
- 1 korona (1914 r., 11,9x7,5 cm; druk na grubym czerwono-brązowym papierze). Awers: napis 1 korona otoczony ornamentem secesyjnym. Rewers: wielki herb Danii. Projekt: G. Heilmann.
- 1 korona (1916 r., 11,9x7,5 cm; kolor dominujący: niebiesko-zielonkawy). Awers: napis 1 korona otoczony ornamentem barokowym. Rewers: wielki herb Danii. Projekt: F. Hendriksen.
- 5 koron (1898 r., 12,4x7,2 cm; kolor dominujący: niebieski). Awers: napis pięć koron i ornament. Rewers: ornament składający się z cyfr 5. Projekt: H. Tegner.
- 10 koron (1875 r., 14,0x8,5 cm; kolor dominujący: czarno-błękitny). Awers: napis dziesięć koron i herb Danii podtrzymywany przez Minerwę i Ceres. Rewers: pusty. Projekt: H. Olrik.
- 10 koron (1891 r., 14,4x8,9 cm; kolor dominujący: brązowy). Awers: napis dziesięć koron i wielki herb Danii. Rewers: napis dziesięć koron i ornament pokazujący duńskie monety. Projekt: N. Fristrup.
- 50 koron (1875 r., 18,8x10,8 cm; kolor dominujący: jasnoniebieski). Awers: napis pięćdziesiąt koron w ornamentalnej ramce. Rewers: cyfra 50 w wieńcu i ramce. Projekt: J. Magnus-Petersen i Ph.Chr. Batz.
- 50 koron (1883 r., 15,8x10,3 cm; kolor dominujący: brązowo-liliowy). Awers: napis pięćdziesiąt koron w ornamentalnej ramce i postać siedzącej kobiety. Rewers: cyfra 50 w wieńcu i ornamentalnej ramce. Projekt: nieznany niemiecki rysownik.
- 100 koron (1875 r., 19,0x11,0 cm; kolor dominujący: jasnoniebieski). Awers: napis sto koron w owalnej ramce z bogatą ornamentyką i medalionami przedstawiającymi Merkurego i Wulkana. Rewers: cyfra 100 w wieńcu, otoczona 2 delfinami i bogato zdobioną ramą. Projekt: H. Olrik.
- 100 koron (1888 r., 16,2x10,5 cm; kolor dominujący: zielony). Awers: stojąca figura kobiety symbolizująca Danię otoczona ramką i bogatymi ornamentami. Rewers: herb Danii podtrzymywany przez dwie postaci kobiece i otoczony bogatą ornamentyką. Projekt: H. Olrik.
- 500 koron (1875 r., 18,5x10,5 cm; kolor dominujący: niebiesko-popielaty). Awers: napis pięćset koron i herb Danii podtrzymywany przez Minerwę i Ceres, bogata rokokowa ornamentyka i medaliony z wizerunkami Merkurego i Neptuna. Rewers: medaliony z wizerunkami herbu Danii, Bertela Thorvaldsena i Hansa Christiana Ørsteda otoczone masywną prostokątną ramą z motywami roślinnymi. Projekt: J. Magnus-Petersen, N. Fristrup.

Seria Heilmanna zapoczątkowana w 1910 r.
Projekt: Gerhard Heilmann, zwycięzca konkursu z 1908 r. na nową serię banknotów duńskich.
- 5 koron (1912 r., 12,9x7,1 cm; kolor dominujący: niebiesko-popielaty). Awers: pejzaż duński z fiordem i głazami narzutowymi. Rewers: herb Danii.
- 10 koron (1913 r., 13,0x7,9 cm; kolor dominujący: brązowy). Awers: ornament secesyjny z gałązek wodorostów. Rewers: głowa Merkurego i trzy lwy duńskie.
- 50 koron (1911 r., 15,6x10,0 cm; kolor dominujący: niebiesko-popielaty). Awers: łodź rybacka z rybakami podczas połowu. Rewers: herb Danii.
- 100 koron (1914 r., 15,8x10,0 cm; kolor dominujący: brązowy). Awers: ornament secesyjny ze splecionymi delfinami. Rewers: herb Danii podtrzymywany przez dwóch mężczyzn wynurzających się z fal morskich (Neptun).
- 500 koron (1910 r., 17,4x10,8 cm; kolor dominujący: niebiesko-popielaty). Awers: wizerunek oracza z pługiem i parą białych koni. Rewers: herb Danii.

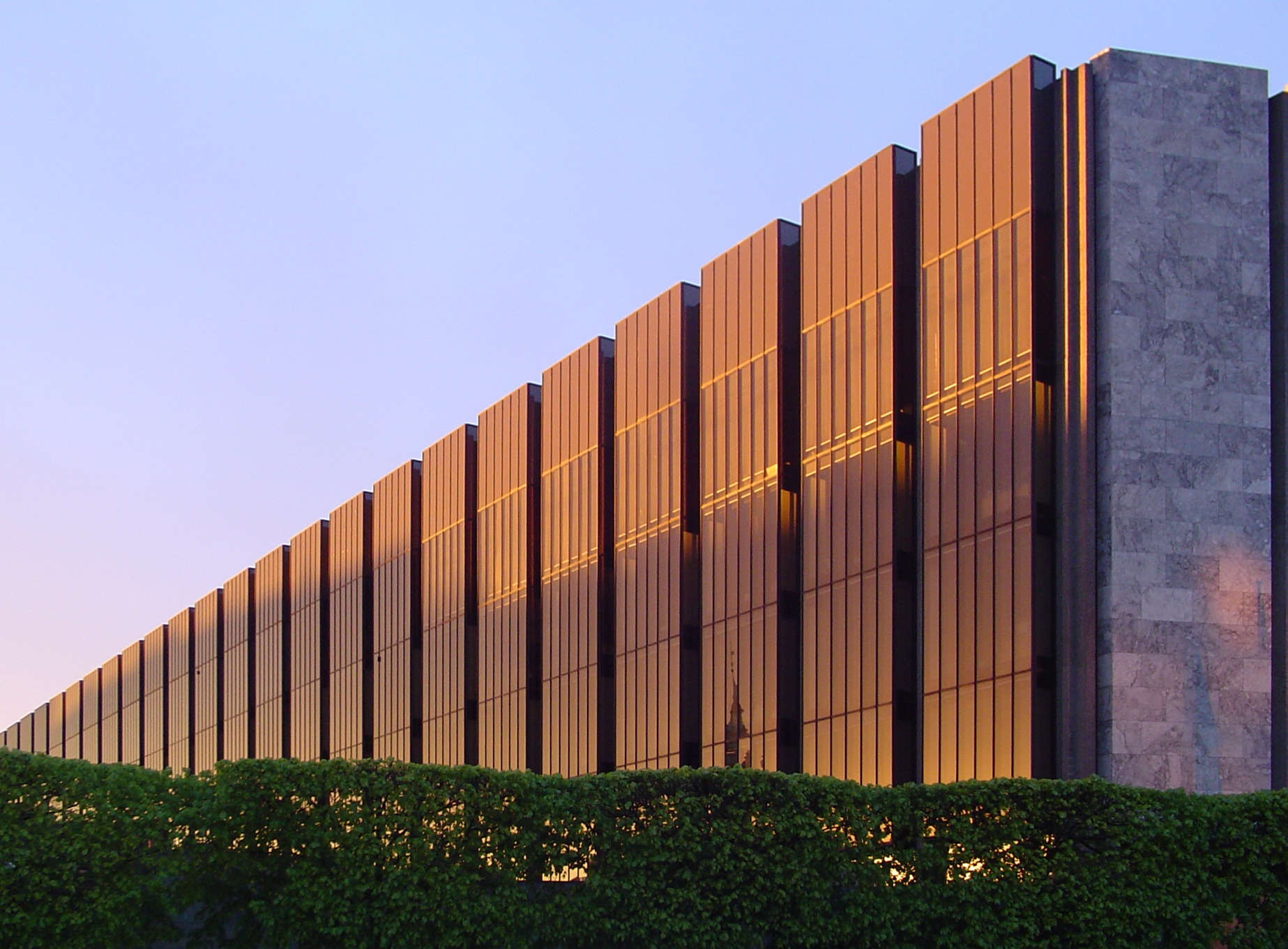
Budynek Narodowego Banku Duńskiego w Kopenhadze

Seria zapoczątkowana w 1945 r. (z datą 1944), powtarzająca motywy z serii Heilmanna
Projekt: Gerhard Heilmann.
- 5 koron (1944 r., 12,9x7,2 cm; kolor dominujący: niebiesko-popielaty). Awers: napis Dania 5 koron i oszczędny ornament. Rewers: herb Danii pomiędzy dwiema cyframi 5.
- 10 koron (1944 r., 13,1x8,0 cm; kolor dominujący: brązowy). Awers: napis Dania 10 koron i oszczędny ornament. Rewers: herb Danii pomiędzy dwiema cyframi 10.
- 10 koron (1945 r., 13,0x7,9 cm; kolor dominujący: oliwkowy). Awers: ornament secesyjny z gałązek wodorostów. Rewers: herb Danii pomiędzy dwiema cyframi 10.
- 50 koron (1944 r., 15,6x10,0 cm; kolor dominujący: fioletowy). Awers: łodź rybacka z rybakami podczas połowu. Rewers: herb Danii pomiędzy dwoma cyframi 50.
- 100 koron (1944 r., 15,8x10,0 cm; kolor dominujący: zielono-niebieski). Awers: ornament secesyjny ze splecionymi delfinami. Rewers: herb Danii pomiędzy dwiema cyframi 100.
- 500 koron (1944 r., 17,4x10,8 cm; kolor dominujący: cynober). Awers: wizerunek oracza z pługiem i parą białych koni. Rewers: herb Danii pomiędzy dwiema cyframi 500.

Seria zapoczątkowana w 1952 r.: wizerunki duńskich artystów/duńskie pejzaże.
Projekt: Ib Andersen, Gunnar Andersen, Ib Biilman Petersen.
- 5 koron (1955 r., 12,5x6,5 cm; kolor dominujący: niebiesko-popielaty). Awers: portret sławnego duńskiego rzeźbiarza Bertela Thorvaldsena pędzla C.V. Eckersberga (Rzym 1814), oraz jedna z rzeźb Thorvaldsena Trzy gracje. Rewers: widok Kalundborga.
- 10 koron (1952 r. 12,5x6,5 cm i 1954 r. 12,5x7,1 cm; kolor dominujący: 1952 brązowo-oliwkowy i 1954 brązowo-granatowy). Awers: portret Hansa Christiana Andersena i gniazdo bocianie na drzewie w Asminderød. Rewers: krajobraz Fionii z wiatrakiem w Egeskov.
- 50 koron (1957 r., 15,3x7,8 cm; kolor dominujący: niebiesko-granatowy). Awers: portret duńskiego astronoma Ole Rømera i widok Okrągłej Wieży w Kopenhadze, służącej jako obserwatorium astronomiczne. Rewers: widok głazów w Stenvad.
- 100 koron (1962 r., 15,5x8,4 cm; kolor dominujący: bordowo-brązowy). Awers: wizerunek duńskiego fizyka Hansa Christiana Ørsteda sporządzony na podstawie rysunku J.V. Gertnera, oraz kompas, upamiętniający odkrycie przez uczonego elektromagnetyzmu. Rewers: widok zamku Kronborg w Elzynorze.
- 500 koron (1964 r., 17,5x9,0 cm; kolor dominujący: zielono-słomkowo-granatowy). Awers: wizerunek Christiana Reventlowa na podstawie portretu C.A. Jensena, oraz postać chłopa orzącego ziemię, z powodu żywego zainteresowania Reventlowa sprawami rolnictwa. Rewers: Panorama Roskilde od strony fiordu.

Ten banknot był pierwszym duńskim banknotem posiadającym zabezpieczenie w postaci nitki metalowej w papierze.
Seria zapoczątkowana w 1972 r.: wizerunki zwykłych Duńczyków pędzla Jensa Juela/fauna duńska.
Projekt: Ib Andersen, Gunnar Andersen, Ib Biilman Petersen.
- 10 koron (1975 r., 12,5x6,7 cm; kolor dominujący: słomkowo-płowy). Awers: portret Cathrine Sophie Kirchhoff (1754?-1831). Rewers: edredon z akwareli malarza duńskiego Johannesa Larsena.
- 20 koron (1980 r., 12,5x7,2 cm; kolor dominujący: jasnobrązowy). Awers: portret Pauliny Tutein (1725-1799) z 1799 r. Rewers: wróble.
- 50 koron (1975 r., 13,9x7,2 cm; kolor dominujący: niebieski). Awers: portret Engelke Charlotte Ryberg (1771-1846). Rewers: karaś.
- 100 koron (1974 r. i 1995 – z zabezpieczeniami i częściowo zmienionymi kolorami, 15,0x7,8 cm; kolor dominujący: bordowo-różowy). Awers: autoportret znanego duńskiego malarza Jensa Juela powstały w Dreźnie w 1773/74 r. Rewers: ćma Catocala nupta.
- 500 koron (1972 r., 16,4x8,5 cm; kolor dominujący: zielono-niebieski). Awers: portret holsztyńskiej arystokratki Franziski Genovevy von Qualen (1776-1841). Rewers: jaszczurka.
- 1000 koron (1975 r., 17,6x9,4 cm; kolor dominujący: brązowo-popielaty). Awers: wizerunek pisarki Thomasine Gyllembourg (1773-1850). Rewers: wiewiórka.

Seria zapoczątkowana w 1997 r.: sławni Duńczycy/średniowieczna sztuka kościelna Danii.
Projekt: Johan Alkjær. Druk: miedzioryt/offset.
- 50 koron (1999 r., 12,5x7,2 cm; kolor dominujący: fiolet). Awers: portret znanej duńskiej pisarki Karen Blixen powstały na podstawie fotografii Erika Petersena wykonanej w ostatnim roku życia pisarki. Rewers: postać centaura zbrojnego w miecz, tarczę i hełm. Motyw zaczerpnięto z płaskorzeźby z kościoła w parafii Landet na wyspie Tåsinge.
- 100 koron (1999 r., 13,5x7,2 cm; kolor dominujący: pomarańczowy). Awers: portret znanego duńskiego kompozytora Carla Nielsena powstały na podstawie fotografii Georga Lindströma z ok. 1908 r. Rewers: bazyliszek, motyw z kościoła w Tømmerby z XII w.
- 200 koron (1997 r., 14,5x7,2 cm; kolor dominujący: zielony). Awers: wizerunek duńskiej aktorki i pamiętnikarki Johanne Luise Heiberg (1812-1890), wykonany na podstawie fotografii Haralda Paetza z 1869 r. Rewers: skaczący lew, motyw z katedry w Viborg z XII w., który zachował się z wyposażenia starej katedry sprzed rozbiórki w 1863 r.
- 500 koron (1997 r., 15,5x7,2 cm; kolor dominujący: niebieski). Awers: wizerunek duńskiego fizyka i laureata Nagrody Nobla, Nielsa Bohra, wykonany na podstawie fotografii Herdis i Hermanna Jacobsenów z 1957 r. Rewers: walka rycerza ze smokiem, płaskorzeźba z romańskiej chrzcielnicy w kościele w Lihme (2 poł. XII w.).
- 1000 koron (1998 r., 16,5x7,2 cm; kolor dominujący: brązowy). Awers: wizerunek Anny i Michaela Ancherów, pary malarzy ze Skagen wykonany na podstawie portretu przyjaciela Pedera Krøyera w 1884 r. Rewers: fragment romańskiej płaskorzeźby z kamienia w kościele w Bislev (2 poł. XII w.) przedstawiająca dwóch walczących rycerzy.

Banknoty z tej serii wycofano z obiegu 31 maja 2025 r.

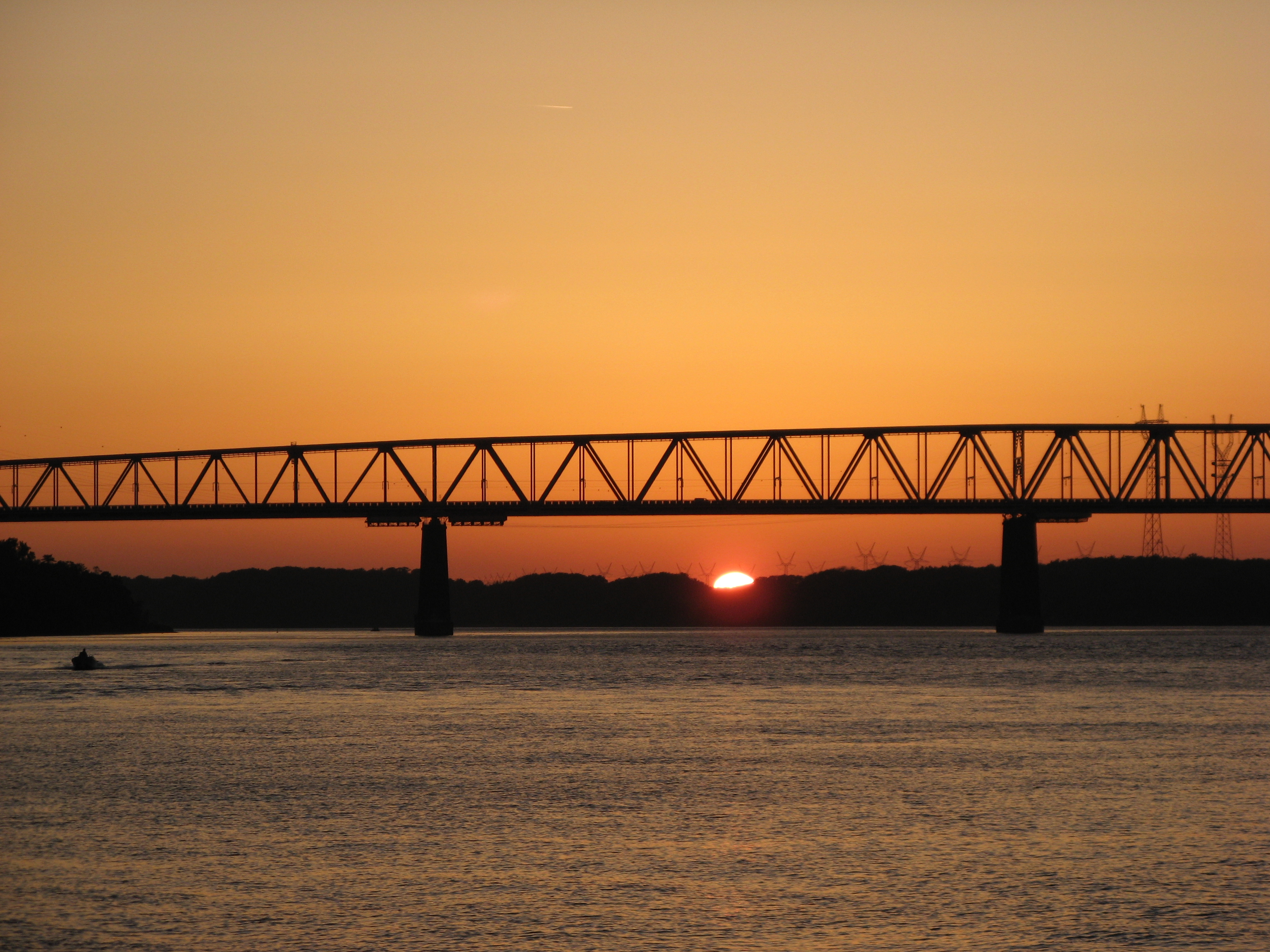
Stary most nad Małym Bełtem jest przewodnim motywem na najnowszym banknocie 100-koronowym

Seria zapoczątkowana w 2009 r.: duńskie mosty/zabytki archeologiczne z duńskich muzeów.
Projekt: Karin Birgitte Lund. Druk: miedzioryt/offset.
- 50 koron (kolor dominujący fioletowy), banknot który zapoczątkował nową serię banknotów Narodowego Banku Duńskiego, mającą za główny motyw duńskie mosty. Przedstawia on zbudowany w 1978 r. most nad cieśniną Salling, łączący wyspę Mors i półwysep Salling. Rewers banknotu przedstawia puchar ze Skarpsalling odkryty podczas wykopalisk archeologicznych w tej miejscowości. Puchar datowany jest na rok 3200 przed Chrystusem. Wprowadzony do obiegu 11 sierpnia 2009.
- 100 koron (dominujące kolory popielato-żółty), wszedł do obiegu 4 maja 2010 r. Głównym motywem banknotu jest tzw. stary most z 1935 r. przez Mały Bełt w Middelfarcie na Fionii i grot z Hingavl.
- 200 koron (dominujący kolor zielony), wszedł do obiegu 19 października 2010 r. Głównym motywem jest most zwodzony Knippelsbro w Kopenhadze z 1934 r. i ozdobna klamra do pasa z Langstrup.
- 500 koron (dominujący kolor błękitny), w obiegu znalazł się w lutym 2011 r. Na banknocie ukazano most królowej Aleksandry z 1943 r. łączący Zelandię z wyspą Møn. Na rewersie banknotu puchar z Keldby.
- 1000 koron (dominujący kolor różowy), w obiegu znalazł się w maju 2011 r. Na awersie przedstawiono most przez Wielki Bełt ukończony w 1998 r. i łączący Zelandię z Fionią. Rewers pokazuje tzw. brązowy wóz słoneczny z Trundholm, jeden z najważniejszych duńskich eksponatów archeologicznych (ok. 1400-1200 r. przed Chrystusem). Banknot 1000 koron został wycofany z obiegu 31 maja 2025 r.[2]

## Emisje monet w walucie koronowej
Król Chrystian IX (do 1906 r.)
Korona duńska została wprowadzona za panowania tego władcy. Wybito wtedy pierwszą serię monet koronowych (autorzy: C.C. Peters, Harald Conradsen, Gunnar Jensen).
- monety brązowe o nominałach 1, 2 i 5 øre (waga odpowiednio: 2, 4, 8 g; nakład w milionach odpowiednio: 51,8/3,3/7,7). Na awersie przedstawiono inicjały króla C IX pod koroną oraz rok. Na rewersie nominał w otoczeniu delfina i kłosa zboża.
- monety srebrne o nominałach 10 i 25 øre (waga odpowiednio 1,45 i 2,42 g; nakład w milionach odpowiednio: 28,3 i 15,4). Na awersie ukazano wizerunek Chrystiana IX zwrócony w prawo i napis: Chrystian IX król Danii oraz rok. Na rewersie nominał pod gwiazdą w otoczeniu delfina i kłosa zboża.
- monety srebrne o nominałach 1 i 2 korony (waga odpowiednio 7,5 i 15 g; nakład w milionach odpowiednio: 6,2 i 4,9). Na awersie ukazano wizerunek Chrystiana IX zwrócony w prawo i napis: Chrystian IX król Danii oraz rok. Na rewersie nominał i herb Danii pod koroną w otoczeniu delfina i kłosa zboża.
- trzy jubileuszowe monety srebrne o nominale 2 korony (waga 15 g; nakład: każda 100 tys. sztuk) wybite z okazji 25-lecia panowania Chrystiana IX (1888), złotego wesela pary królewskiej (1892) i 40-lecia panowania Chrystiana IX (1903).
- monety złote o nominałach 10 i 20 koron (waga odpowiednio: 4,48 i 8,96 g; nakład w milionach odpowiednio: 0,9 i 1,7). Na awersie ukazano wizerunek Chrystiana IX zwrócony w prawo i napis: Chrystian IX król Danii oraz rok. Na rewersie nominał wokół siedzącej postaci kobiecej symbolizującej Danię, opartej o herb Danii, mającej u stóp delfina i snop zboża.

Król Fryderyk VIII (1906-1912)
Autor monet: Gunnar Jensen.
- monety brązowe o nominałach 1, 2 i 5 øre (nakład w milionach odpowiednio: 13,9/9,3/3,2). Na awersie przedstawiono inicjały króla F VIII pod koroną. Na rewersie nominał i rok w otoczeniu napisu Królestwo Danii.
- monety srebrne o nominałach 10 i 25 øre (waga odpowiednio 1,45 i 2,42 g; nakład w milionach odpowiednio: 8,1 i 4,0). Na awersie ukazano wizerunek Fryderyka VIII zwrócony w lewo i napis: Fryderyk VIII król Danii. Na rewersie nominał i rok otoczone ornamentem.
- jubileuszowa moneta srebrne o nominale 2 korony (waga 15 g; nakład: 150 tys. sztuk) wybita z okazji wstąpienia na tron Fryderyka VIII (1906).
- monety złote o nominałach 10 i 20 koron (waga odpowiednio: 4,48 i 8,96 g; nakład w milionach odpowiednio: 4,6 i 1,2). Na awersie ukazano wizerunek Fryderyka VIII zwrócony w lewo i napis: Fryderyk VIII król Danii. Na rewersie wielki herb Danii pod koroną i w płaszczu gronostajowym, nominał i rok.

Król Chrystian X (1912-1947)
Autorzy monet: Gunnar Jensen, Andreas Hansen, Harald Salomon.
- monety brązowe z lat 1913–1923 o nominałach 1, 2 i 5 øre (waga odpowiednio: 2, 4, 8 g; nakład w milionach odpowiednio: 18/9/3). Na awersie przedstawiono inicjały króla C X pod koroną oraz rok. Na rewersie nominał i skromny ornament. Te same monety zostały wybite w żelazie w latach 1918–1919 (nakład w milionach odpowiednio: 7,7/4,2/2,8).
- monety brązowe z lat 20. i 30. XX w. o zmienionym rysunku i z otworem pośrodku, o nominałach 1, 2 i 5 øre (waga odpowiednio: 1,9/3,8/7,6 g; nakład w milionach odpowiednio: 82,2/51,2/25,1). Na awersie przedstawiono inicjały króla C X pod koroną i napis Król Danii. Na rewersie nominał, rok, napis Dania i skromny ornament.
- monety aluminiowe z 1941 o nominałach 2 i 5 øre (waga odpowiednio: 1,2 i 2,4 g; nakład w milionach odpowiednio: 26 i 17). Na awersie przedstawiono inicjały króla C X pod koroną i napis Król Danii oraz rok. Na rewersie nominał otoczony wieńcem laurowo-dębowym. Te same monety wybijano później w cynku dodając jeszcze monetę o nominale 1 øre i podobnym rysunku. Nakład w milionach (1, 2, 5 øre): 57,3/29,5/12,1.
- monety srebrne o nominałach 10 i 25 øre z lat 1913–1919 (waga odpowiednio 1,45 i 2,42 g; nakład w milionach odpowiednio: 28 i 19). Na awersie przedstawiono inicjały króla C X pod koroną i napis Król Danii oraz rok. Na rewersie nominał z ornamentem. W latach 1920–1923 monety te wybijano w miedzioniklu (odpowiednio 23 i 26 milionów).
- monety z miedzioniklu o nominałach 10 i 25 øre z lat 1924–1947 o zmienionym rysunku i z otworem pośrodku (waga odpowiednio 3 i 4,5 g; nakład w milionach odpowiednio: 58,7 i 33,2). Na awersie przedstawiono inicjały króla C X R(ex) pod koroną i napis Dania oraz rok. Na rewersie nominał z ornamentem. W latach 1941–1945 te same monety wybijano w cynku (nakład odpowiednio 37 i 28 milionów).
- monety z brązu aluminiowego o nominałach 1/2, 1 i 2 korony (nakład w milionach odpowiednio: 8,3/17,3/7,7). Na awersie przedstawiono inicjały króla C X pod koroną i napis Król Danii oraz rok. Na rewersie nominał z koroną królewską.
- moneta z brązu aluminiowego o nominale 1 korony z lat 1942–1947 (waga: 6,5 g; nakład 13,4 miliona). Awers: wizerunek Chrystiana X w prawo i napis Chrystian X król Danii. Rewers: nominał i rok z dwoma skrzyżowanymi kłosami zboża.
- monety srebrne o nominałach 1 i 2 korony z lat 1915–1916 (waga: 7,5 i 15 g; nakład w milionach: 2,4 i 1,1). Awers: wizerunek Chrystiana X w prawo i napis Chrystian X król Danii oraz rok. Na rewersie nominał i herb Danii pod koroną w otoczeniu delfina i kłosa zboża.
- pięć jubileuszowych monet srebrnych o nominale 2 korony (waga 15 g) wybitych z okazji wstąpienia na tron przez Chrystiana X (1912), srebrnego wesela pary królewskiej (1923), 60 rocznicy urodzin Chrystiana X (1930), 25-lecia panowania Chrystiana X (1937) i 75 rocznicy urodzin króla (1945).
- monety złote o nominałach 10 i 20 koron (waga odpowiednio: 4,48 i 8,96 g; nakład w milionach odpowiednio: 0,45 i 3,7). Na awersie ukazano wizerunek Chrystiana X zwrócony w prawo i napis: Chrystian IX król Danii oraz rok. Na rewersie wielki herb Danii pod koroną i w płaszczu gronostajowym, nominał i ponownie rok.

Król Fryderyk IX (1947-1972)
Autor monet: Harald Salomon.
- monety cynkowe o nominałach 1, 2 i 5 øre (waga odpowiednio: 1,6/3,2/6,4 g; nakład w milionach odpowiednio: 445,6/337,7/93,8). Na awersie przedstawiono inicjały króla F IX R(ex) pod koroną oraz rok. Na rewersie nominał i napis Dania.
- moneta brązowa o nominale 5 øre z 1965 r. (waga: 6 g; nakład w milionach: 234,8). Na awersie przedstawiono inicjały króla F IX R(ex) pod koroną i rok. Na rewersie nominał i napis Dania otoczony 2 kłosami zboża.
- monety z miedzioniklu o nominałach 10 i 25 øre z lat 1948–1960 (waga odpowiednio 3 i 4,5 g; nakład w milionach odpowiednio: 123,6 i 88,4). Na awersie przedstawiono inicjały króla F IX R(ex) pod koroną w otoczeniu wieńca laurowo-dębowego i rok. Na rewersie nominał i napis Dania.
- monety z miedzioniklu o nominałach 10 i 25 øre z lat 1960–1972 o zmienionym rysunku (nakład w milionach odpowiednio: 291,8 i 56,6). Na awersie przedstawiono inicjały króla F IX R(ex) pod koroną i rok. Na rewersie nominał otoczony wieńcem laurowo-dębowym i napis Dania.
- moneta z miedzioniklu o nominale 25 øre z otworem pośrodku z lat 1967–1972 (waga: 4,3 g; nakład: 261,6 miliona). Na awersie przedstawiono inicjały króla F IX R(ex) pod koroną, rok i wieniec laurowy. Na rewersie nominał otoczony kłosami zboża i napis Dania.
- moneta z miedzioniklu o nominale 1 korony z lat 1960–1972 (6,8 g; nakład: 195,7 miliona). Awers: wizerunek Fryderyka IX w prawo i napis Fryderyk IX król Danii. Rewers: herb Królestwa Danii, nominał i rok.
- monety z brązu aluminiowego o nominałach 1 i 2 korony z lat 1947–1959 (waga: 6,5 i 13 g; nakład w milionach: 29,4 i 14,3). Awers: wizerunek Fryderyka IX w prawo i napis Fryderyk IX król Danii oraz rok. Na rewersie nominał, rok i herb Danii pod koroną.
- moneta z miedzioniklu o nominale 5 koron z lat 1960–1972 (waga: 15 g; nakład w milionach: 47,5). Awers: wizerunek Fryderyka IX w prawo i napis Fryderyk IX król Danii oraz rok. Na rewersie nominał, rok i herb Danii pod koroną otoczony wieńcem dębowym.
- dwie jubileuszowe monety srebrne o nominale 2 korony (waga: 15 g) wybite z okazji podróży pary królewskiej na Grenlandię (1953) i osiągnięcia pełnoletniości przez następczynię tronu ks. Małgorzatę (1958).
- dwie jubileuszowe monety srebrne o nominale 5 koron (waga: 17 g) wybite z okazji srebrnego wesela pary królewskiej (1960) i ślubu ks. Anny Marii z królem Grecji Konstantynem II (1964).
- dwie jubileuszowe monety srebrne o nominale 10 koron (waga 20,5 g) wybite z okazji ślubu następczyni tronu ks. Małgorzaty z Henrykiem de Laborde de Monpezat (1967) i z okazji ślubu ks. Benedykty z ks. Ryszardem Sayn-Wittgenstein-Berleburg (1968).

Królowa Małgorzata II (od 1972 r.)
Autorzy monet: Frode Bahnsen, Jan Petersen, Johan Alkjær, Steen Ejlers, Teit Weylandt i inni.
Pierwsza seria z lat 1973–1988 (wycofana z obiegu):
- moneta żelazno-miedziana o nominale 5 øre (waga: 1,6 g; nakład w milionach: 969,7). Na awersie przedstawiono inicjały królowej M2 pod koroną i rok. Na rewersie nominał i napis Dania.
- moneta niklowa o nominale 10 øre (waga: 3 g; nakład w milionach: 607,8). Na awersie przedstawiono inicjały królowej M2 pod koroną i rok. Na rewersie nominał i napis Dania z 2 listkami dębu.
- moneta niklowa o nominale 25 øre z otworem pośrodku (waga: 4,3 g; nakład w milionach: 427). Na awersie przedstawiono inicjały królowej M2 pod koroną, gałązkę dębową i rok. Na rewersie nominał, skromny ornament i napis Dania.
- moneta niklowa o nominale 1 korony (waga: 6,8 g; nakład w milionach: 307,6). Na awersie przedstawiono wizerunek Małgorzaty II w prawo i napis Małgorzata II królowa Danii. Na rewersie nominał, rok i herb Królestwa Danii.
- moneta niklowa o nominale 5 koron (waga: 15 g; nakład w milionach: 40,6). Na awersie przedstawiono wizerunek Małgorzaty II w prawo i napis Małgorzata II królowa Danii. Na rewersie nominał, rok i herb Królestwa Danii otoczony 2 gałązkami dębowymi.
- moneta niklowa o nominale 10 koron (waga: 12,5 g; nakład w milionach: 82,9). Na awersie przedstawiono wizerunek Małgorzaty II w prawo i napis Małgorzata II królowa Danii. Na rewersie nominał w prążkowanym okręgu otoczony dwoma kłosami zboża i rok.
- srebrna moneta jubileuszowa o nominale 10 koron (1972) z okazji wstąpienia na tron przez Małgorzatę II (waga: 20,5 g; nakład: 400 tys. szt.).
- moneta jubileuszowa z miedzioniklu o nominale 10 koron (1986), z okazji osiągnięcia pełnoletniości przez następcę tronu ks. Fryderyka (waga: 12,5 g; nakład: 1,1 miliona).

Druga seria (od 1989):
- moneta brązowa o nominale 25 øre (waga: 2,8 g; nakład: 436 milionów). Na awersie przedstawiono koronę królewską, napis Dania i rok. Na rewersie nominał i serce z herbu Danii. Moneta wycofana z obiegu w 2008 r.
- moneta brązowa o nominale 50 øre (waga: 4,4 g; nakład: 210 milionów). Na awersie przedstawiono koronę królewską, napis Dania i rok. Na rewersie nominał i serce z herbu Danii (symbol Mennicy w Kopenhadze).
- monety niklowe o nominale 1, 2 i 5 koron z otworem pośrodku (waga odpowiednio: 3,6/5,9/9,2 g; nakład w milionach odpowiednio: 259/146,5/81). Na awersie przedstawiono trzykrotnie inicjały królowej Małgorzaty II na przemian z trzema koronami królewskimi i trzema sercami oraz rok. Na rewersie nominał, napis Dania i falisty ornament w kształcie rozety.
- monety z brązu aluminiowego o nominale 10 i 20 koron (waga odpowiednio: 7,0/9,3 g; nakład w milionach odpowiednio: 120,2/78,8). Na awersie przedstawiono wizerunek królowej Małgorzaty II i napis Małgorzata II królowa Danii z rokiem. Na rewersie nominał i herb Danii pod koroną otoczony falistym ornamentem w kształcie rozety. W 1994 r. zmieniono nieco wizerunek królowej na awersie monet. Następna zmiana wizerunku królewskiego, krytykowana zresztą w mediach jako nieudana (królowa ma twarz podstarzałego mężczyzny), nastąpiła w 2001 r. W 2011 r. wprowadzono monety 10 i 20 koronowe z najnowszym wizerunkiem królowej oraz zmienionym herbem Danii.

Ponadto od 1990 Narodowy Bank Duński wydaje szereg pamiątkowych monet obiegowych o nominale 10 i 20 koron, przypominających wyżej wymienione, jednakże o innym rysunku. Wydano m.in. monety 20 koronowe z okazji 50 rocznicy urodzin królowej Małgorzaty II (1990), srebrnego wesela pary królewskiej (1992), 1000-lecia duńskiej monety (1995), ślubu ks. Joachima z Alexandrą Manley (1995), 25-lecia panowania Małgorzaty II (1997), 60-lecia urodzin królowej (2000), ślubu następcy tronu ks. Fryderyka z Mary Donaldson (2004) i wiele innych. Wprowadzono też zwykłe obiegowe monety 10 i 20 koron ze zmienionym wzorem herbu państwowego.
Poza pamiątkowymi monetami obiegowymi Narodowy Bank Duński wydał szereg srebrnych monet kolekcjonerskich (nie znajdujących się w obiegu), najczęściej dublujących okazje z których wydawano pamiątkowe monety obiegowe, lecz w większym formacie.